# Wayne Anjain
Wayne Anjain – marszalski koszykarz, reprezentant kraju na arenie międzynarodowej.
W 2005 roku, jego zespół wziął udział w miniigrzyskach Pacyfiku rozgrywanych na Palau. Podczas tego turnieju wystąpił w czterech meczach, w których zdobył 33 punkty, jednak jego ekipa nie odegrała większej roli w zawodach (zespół ten zajął ostatnie 8. miejsce). Anjain grał łącznie przez około 110 minut.
Reprezentował swój kraj także w innych mniejszych turniejach, m.in. w zawodach Micronesia Basketball Tournament czy igrzyskach mikronezyjskich.
Anjain jest również żołnierzem w stopniu sierżanta.

## Statystyki z miniigrzysk Pacyfiku
| Rok  | Reprezentacja   | M | MPG  | FG%   | 3P% | FT%   | APG | SPG | BPG | PPG |
| ---- | --------------- | - | ---- | ----- | --- | ----- | --- | --- | --- | --- |
| 2005 | Wyspy Marshalla | 4 | 21,9 | 33,3% | 25% | 12,5% | 1   | 2,3 | 0,3 | 8,3 |